# ليلي (جورجيا)
ليلي (بالإنجليزية: Lilly, Georgia)‏ هي مدينة تقع في مقاطعة دوولي بولاية جورجيا في الولايات المتحدة. تبلغ مساحة هذه المدينة 1.6 (كم²)، وترتفع عن سطح البحر 106 م، بلغ عدد سكانها 221 نسمة في عام 2010 حسب إحصاء مكتب تعداد الولايات المتحدة.

## وصلات خارجية
- Cities & Counties - Georgia.gov